# Nicholas Goodrick-Clarke
Nicholas Goodrick-Clarke (Lincoln, Lincolnshire, 15 de janeiro de 1953 - 29 de agosto de 2012) foi um autor britânico que escreveu vários livros sobre ocultismo e esoterismo modernos e sua intersecção com a política fascista. Seu livro The Occult Roots of Nazism, permaneceu sendo editado continuamente desde sua publicação em 1985, e foi traduzido em oito idiomas. Também escreveu sobre os aspectos ocultistas do neonazismo em Black Sun: Aryan Cults, Esoteric Nazism and the Politics of Identity.
Goodrick-Clarke foi professor de Esoterismo Ocidental e Diretor do Centre for the Study of Esotericism (EXESESO), na "School of Humanities and Social Sciences" da Universidade de Exeter no Reino Unido.. Ele residiu até o fim de sua vida no sul da Inglaterra.

## Obras
- Raízes ocultistas do nazismo: cultos secretos arianos e sua influência na ideologia nazi: os ariósofos da Áustria e da Alemanha, 1890-1935. Lisboa: Terramar, 2002. ISBN 972-710-321-9 (The Occult Roots of Nazism: The Ariosophists of Austria and Germany, 1890-1935. ISBN 0-85030-402-4, 1985
- Hitler's Priestess: Savitri Devi, the Hindu-Aryan Myth and Neo-Nazism. ISBN 0-8147-3111-2
- Sol Negro: cultos arianos, nazismo esotérico e políticas de identidade. São Paulo: Madras, 2004 (Black Sun: Aryan Cults, Esoteric Nazism, and the Politics of Identity. ISBN 0-8147-3155-4)
- Unknown Sources: National Socialism and the Occult, co-escrito com Hans Thomas Hakl. ISBN 1-55818-470-8
- Enchanted City - Arthur Machen and Locality: Scenes from His Early London Years, 1880-85 (1987). ISBN 0-948482-03-6
- Helena Blavatsky (edição e introdução de Goodrick-Clarke). ISBN 1-55643-457-X
- G.R.S. Mead and the Gnostic Quest (edição e introdução de Goodrick-Clarke). ISBN 1-55643-572-X
- Emanuel Swedenborg: Visionary Savant in the Age of Reason por Ernst Benz, traduzido e apresentado por Goodrick-Clarke. ISBN 0-87785-195-6
- Paracelsus: Essential Readings (editado por Goodrick-Clarke). ISBN 1-55643-316-6
- Swedenborg and New Paradigm Science por Ursula Groll (traduzido por Goodrick-Clarke). ISBN 0-87785-303-7
- Dreamer of the Day: Francis Parker Yockey and the Postwar Fascist International por Kevin Coogan, prefaciado por Goodrick-Clarke (Autonomedia, Brooklyn, NY 1998. ISBN 1-57027-039-2)